# 1495

## Esdeveniments
Països Catalans
- Primera recopilació del dret català: "Constitucions i altres drets de Catalunya".
- Publicació, a València, del "Llibre dels jochs partits dels schacs en nombre de 100", de Francesc Vicent.

Resta del món
- Dissenys d'un robot humanoide per Leonardo da Vinci.
- Derrota definitiva dels guanxes davant els espanyols.
- Auge de la família Fugger, banquers europeus.
- Michelangelo Buonarroti acaba La Pietà.

## Naixements
Països Catalans
Resta del món
- Bernal Díaz del Castillo.

## Necrològiques
- Països Catalans
Resta del món